# Kurt Roeske
Kurt Roeske (* 3. Januar 1933 in Potsdam) ist ein deutscher Altphilologe und Autor. Er hat Lehrbücher veröffentlicht, Bücher zur antiken Literatur und Philosophie, deren Adressaten interessierte Laien sind, und kulturhistorische Reiseführer zu Zielen in der Welt der Antike.

## Leben
Im Dezember 1953 machte Kurt Roeske sein Abitur am Heinrich-von-Gagern-Gymnasium in Frankfurt. Er studierte Klassische Philologie an der Uni Frankfurt und der Uni Tübingen. Von 1961 bis 1971 war er Lehrer am Heinrich-von-Gagern-Gymnasium in Frankfurt, von 1966 bis 1971 außerdem Fachleiter für Griechisch am Studienseminar 1 in Frankfurt. Er war Vorsitzender der hessischen Lehrplankommission für das Fach Griechisch Sekundarstufe I und II. Die Rahmenrichtlinien sind 1972 erschienen. Von 1969 bis 1971 war er nebenberuflich Dozent für neutestamentliches Griechisch am Evangelischen Theologischen Konvikt in Frankfurt. Von 1971 bis 1979 leitete er das Dilthey-Gymnasium in Wiesbaden. Von 1973 bis 1977 war er nebenberuflich Referent für die Gymnasien der Stadt Wiesbaden.
Von 1979 bis 1986 war Roeske Leiter der Deutschen Schule in Athen. Ab 1986 bis zu seiner Pensionierung im Jahre 1997 war er Schulleiter des Rabanus-Maurus-Gymnasiums in Mainz. Er ist Mitautor der griechischen Lehrwerke Lexis und Eklogai sowie der Grammatik Typoi.
Von  seiner Pensionierung bis 2024 hat Kurt Roeske Studienreisen in die Welt der Antike organisiert. Als Dozent der Volkshochschule Mainz bietet er Kurse zu Themen der antiken Literatur und Philosophie an. In der Akademie des Bistums Mainz, dem Erbacher Hof, initiierte er 2017 eine Veranstaltungsreihe mit dem Titel Wege in die Welt der Antike. Er war Gründungsmitglied der 1999 gegründeten Stiftung Johannes-Gutenberg-Stiftungsprofessur und gehörte bis 2015 als stellvertretender Vorsitzender dem Vorstand an. Er ist seit 2021 Mitglied des PEN-Zentrums deutschsprachiger Autoren im Ausland (Exil-Pen), der auch Autoren, die im Inland veröffentlichen, aufnimmt.

## Auszeichnungen
Nach seiner Pensionierung 1997 war Kurt Roeske zehn Jahre lang Geschäftsführer des Fördervereins „Freunde der Universität Mainz e.V.“ Für seine Verdienste um diesen Verein wurde er 2009 mit der Diether-von-Isenburg-Medaille ausgezeichnet. 1997 wurde Roeske das Verdienstkreuz am Bande des Verdienstordens der Bundesrepublik Deutschland verliehen. 2018 erhielt er die Ehrendoktorwürde des Fachbereichs Geschichts- und Kulturwissenschaften der Johannes Gutenberg-Universität Mainz.
Kurt Roeske ist Ehrenmitglied des Schulvereins und des Vereins der Ehemaligen der Deutschen Schule Athen und Ehrenvorsitzender des Freundes- und Fördererkreises des Rabanus Maurus-Gymnasiums in Mainz.

## Schriften (Auswahl)
Bücher
- mit Wolfgang Rottenkolber: Begegnungen – Athen im Spiegel antiker Texte und Bilder. Haag & Herchen, Frankfurt/Main 1992.
- Antigones tödlicher Ungehorsam. Königshausen & Neumann, Würzburg 2009.
- Attika im Spiegel antiker Zeugnisse. Fischer und Fischer, Frankfurt/Main 2003.
- Die späte Heimkehr des Odysseus. Königshausen & Neumann, Würzburg 2005.
- Die verratene Liebe der Medea. Königshausen & Neumann, Würzburg 2007.
- Nachgefragt bei Sokrates. Königshausen & Neumann, Würzburg 2004.
- Sizilien im Spiegel antiker Zeugnisse. Rutzen, Ruhpolding 2011.
- Venus und Aphrodite. Königshausen & Neumann, Würzburg 2008.
- Wege in die Welt der Antike. Königshausen & Neumann, Würzburg 2014.
- Euripides: Medea. Neu übersetzt und eingeleitet. BOD, Norderstedt 2014.
- Zypern im Spiegel antiker Zeugnisse. Rutzen, Ruhpolding 2013.
- mit Patrick Schollmeyer: Kykladen. Von Delos bis Santorin. Nünnerich-Asmus-Verlag, Mainz 2017.
- Kreta. Die Insel der Mythen im Spiegel antiker Zeugnisse. Königshausen & Neumann, Würzburg 2019.
- Zu Besuch im antiken Rom. Treffpunkt Monumente: Antike Autoren geben sich ein Stelldichein. Königshausen & Neumann, Würzburg 2019.
- mit Patrick Schollmeyer: Von Troja bis Halikarnassos. Kleinasiens ägäische Küste im Spiegel antiker Zeugnisse von Homer bis zum Apostel Paulus. Ein kulturhistorischer Reiseführer. Königshausen & Neumann, Würzburg 2020.
- Fortwirkende Antike. Drei Lebensentwürfe – drei Glücksverheißungen. Die Askese der Kyniker, die Gleichgültigkeit der Skeptiker und das Gottvertrauen in Augustins Gottesstaat. Königshausen & Neumann, Würzburg 2021.
- Ovidius perennis – Unsterblicher Ovid. Verwandlungsgeschichten – Verwandelte Geschichten. Texte, Bilder und Interpretationen von der Antike bis zu Peter Härtling und Pablo Picasso, Königshausen & Neumann, Würzburg 2022.
- Res publica Romana – Die römische Republik. Wesen und Werte, Krise und Untergang. Texte von Cicero und Augustin bis zu Max Weber und ihre Interpretation. Königshausen & Neumann, Würzburg 2022.
- Der frei gewählte Opfertod der Iphigenie. Euripides’ Tragödie Iphigenie in Aulis. Übersetzung, Interpretation und Rezeption in Literatur und Kunst mit Bildanalysen von Alfonso Mannella. Königshausen & Neumann, Würzburg 2023
- Kos, Zentrum der antiken Medizin. Ein kulturhistorischer Reiseführer. Exkursion nach Patmos: Ein Tag auf der Insel des Johannes, Würzburg (Königshausen & Neumann), 2024.
- Elektras nie verstummter Ruf nach Rache. Die Tragödie des Sophokles und ihre Rezeption in der Literatur und in der Kunst. Würzburg (Königshausen & Neumann), 2025

Hörbücher
- Narziss und Goldmund. Ovid/Benjamin Britton, mit Brigitte Goebel (Sprecherin), Christian Petrenz (Oboe), Würzburg (Königshausen & Neumann), 2005
- Ende gut - alles gut, mit Brigitte Goebel (Sprecherin), Silke Aichhorn (Harfe), Würzburg (Königshausen & Neumann), 2007
- Medea, mit Brigitte Goebel (Sprecherin), Christian Petrenz (Oboe); Komposition: Anno Schreier, Mainz (Studio Tonmeister), 2008

Aufsätze
- Didaktische und methodische Überlegungen zum griechischen Grammatikunterricht, in: AU XI/3, 1968, S. 64–82
- Franz Kafkas Erzählung „Die Verwandlung“ und Homers Ilias, in: AU XXI/5, 1978, S. 6–18
- Griechische Lehrbücher, in: AU XXII/1, 1979, S. 9–96
- Interpretation in der Lektürephase. Aufgaben, Ziele, Möglichkeiten, in: AU XXXII/6, 1989, S. 5–20
- „Zeus, wer er auch immer sein mag.“ (Aischylos). Gott und Mensch in der Antike, in: Holger Lamm (Hrsg.): 50 Jahre Deutsch-Griechische Gesellschaft, Wiesbaden, (Chelmos), 2009, S. 37–56
- Die Wiederentdeckung Griechenlands im 19. Jahrhundert. Berichte von Zeitzeugen, in: NeaFoni, Nov. 2007, S. 34–45, Januar 2008, S. 27–34
- Iphigenie in Orem und in Aulis. Neil LaBute, Aischylos und Euripides, in: Michael Frings (Hrsg.): Vernetzter Sprachunterricht, Stuttgart (ibidem), 2017, S. 195–204
- Der Tod für das Vaterland. Zwei Gefallenenreden: Perikles und Abraham Lincoln. In: Michael Frings u. a. (Hrsg.): Vernetzter Sprachunterricht. Stuttgart (ibidem), 2017, S. 205–214
- Der Eid in der „Medea“ des Euripides. In: Forum Classicum 3/2015, S. 167–173
- Der gerechte Krieg und der römische Imperialismus. Caesars Schrift über den Gallischen Krieg. In: Scrinium 2/2023, S. 28–45
- Sparta und Athen im Abwehrkampf gegen das mächtige Reich der Perser: 480 v. Chr. In: Scrinium 1/2024, S. 12–1
- Alle Gewalt geht vom Volk aus. Athens direkte Demokratie auf dem Prüfstand. Entscheidungen der Volksversammlung in Krisenzeiten. In: Scrinium 2/2024, S. 4–13
- Asyl in Antike und Gegenwart. Texte aus Dramen des Aischylos, Sophokles und Elfriede Jelineks. In: Scrinium 1/2025, S. 36–45